# Vicenza
Vicenza és una ciutat del Vèneto, a Itàlia, capital de la província de Vicenza. Té uns 120.000 habitants. També coneguda com la Citta de Palladio pels nombrosos edificis construïts per aquest famós arquitecte, fou declarada Patrimoni de la Humanitat per la UNESCO el 15 de desembre de 1984.

## Història
Aquesta part d'Itàlia passà sota influència romana vers el 300 aC. Però fins a la segona meitat del segle ii aC no s'esmenta la ciutat, que sens dubte ja existia des de feia temps, en una inscripció que anomena els límits entre Vicènza (llatí Vicentia o Vicetia) i el territori dels atestinis, segons foren fixats pel cònsol Sext Atili Saranus el 136 aC. Al segle següent era un municipi romà (inscripció del 43 aC) i Estrabó diu que era una ciutat menor de la província de Venetia. Fou ocupada per Antoni, general de Vespasià, quan aquest va avançar cap a Patavium (Pàdua) i Verona contra Vitel·li. Va continuar sent municipalitat durant tot l'imperi però menys important que les veïnes Verona i Patavium. Va patir destruccions en temps de la invasió d'Àtila el 452, que la va deixar gairebé buida, i després també pels hèruls, però se'n va recuperar amb els ostrogots a partir del [489], i tornà a ser una ciutat mitjana amb els llombards.
Hi va néixer l'escriptor Remmius Palaemon. No s'hi conserven restes romanes. El nom que apareix a les inscripcions i que hi donen Plini i Tacit és Vicetia però ja durant l'imperi el nom habitual fou Vicentia.
Durant el període llombard fou seu d'un comte, que llavors era un funcionari amovible (un governador amb facultats judicials i militars), que exercia per un període generalment curt. Després de la conquesta d'Itàlia per Carlemany fou la seu d'un comtat franc. El 899 fou devastada pels hongaresos la qual cosa va impedir la consolidació dels comtes com en altres punts d'Europa, i va augmentar el poder del bisbe i després, al segle xi, el de la comuna. El govern comunal fou en mans d'algunes famílies oligàrquiques de la ciutat. El 1164 va participar en la fundació de la Lliga veronesa que el 1167 va esdevenir la Lliga Llombarda, per fusió amb aquesta lliga. El 1229 fou dominada per Ezzelino di Romano. Mort aquest el 1259 va passar als Scaligeri de Verona fins al 1387 en què va passar als Visconti Milà. El 1404 la ciutat es va lliurar a Venècia a la qual va pertànyer fins al final de la República el 1797. El 1513 es va lliurar la batalla de Vicenza en què el catalans-aragonesos van derrotar completament els venecians i van obligar els seus aliats francesos a retirar-se.
Durant el domini venecià la ciutat va prosperar i el 1545 fou candidata a seu del que fou el concili de Trent, però fou descartada igual que Màntua en ser considerada favorable a l'emperador. Va destacar l'obra de l'arquitecte tardo-renaixentista Andrea Palladio, que hi va construir alguns dels monuments de la vila entre els quals destaquen la Basílica Pal·ladiana a la Piazza dei Signori, el Teatre Olímpic, el Palazzo Chiericati i la Villa Capra detta la Rotonda. La seva escola la va continuar Vincenzo Scamozzi i altres fins al segle xviii.
Fou part del Regne napoleònic d'Itàlia i el 1814 va passar a Àustria i es va integrar al regne llombard-venecià. El 1848 els vicentins es van revoltar a prop de Monte Berico, mostrant el desacord amb el domini dels Habsburg. El 1866 es va unir a Itàlia.
Durant la Primera Guerra Mundial la província de Vicenza fou escenari de les lluites entre austríacs i italians. A la Segona Guerra Mundial fou afectada pels bombardejos aeris aliats. A partir del 1950 va iniciar una remuntada econòmica i industrial que l'han posat entre les ciutats capdavanteres d'Itàlia.

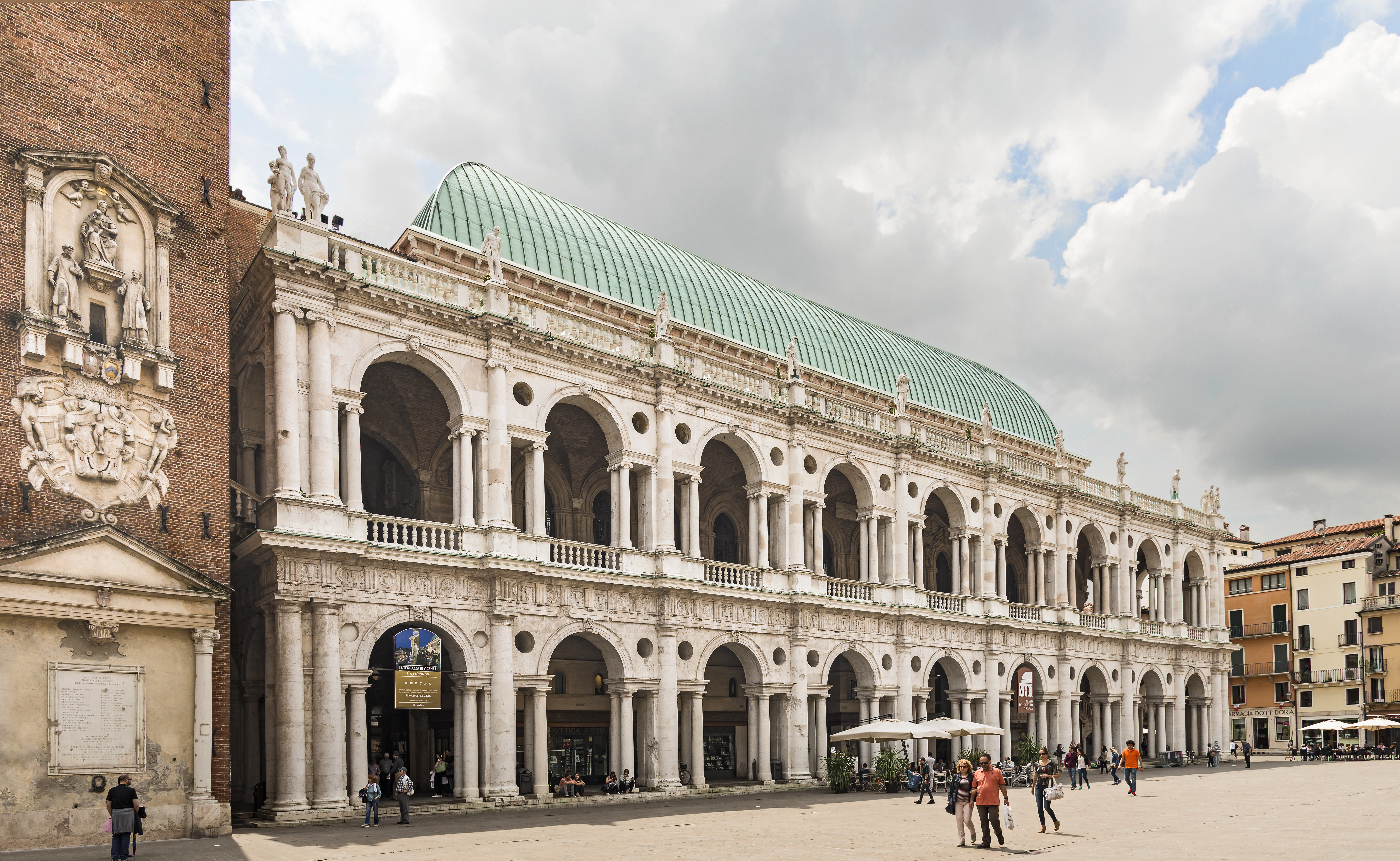
Basilica Palladiana
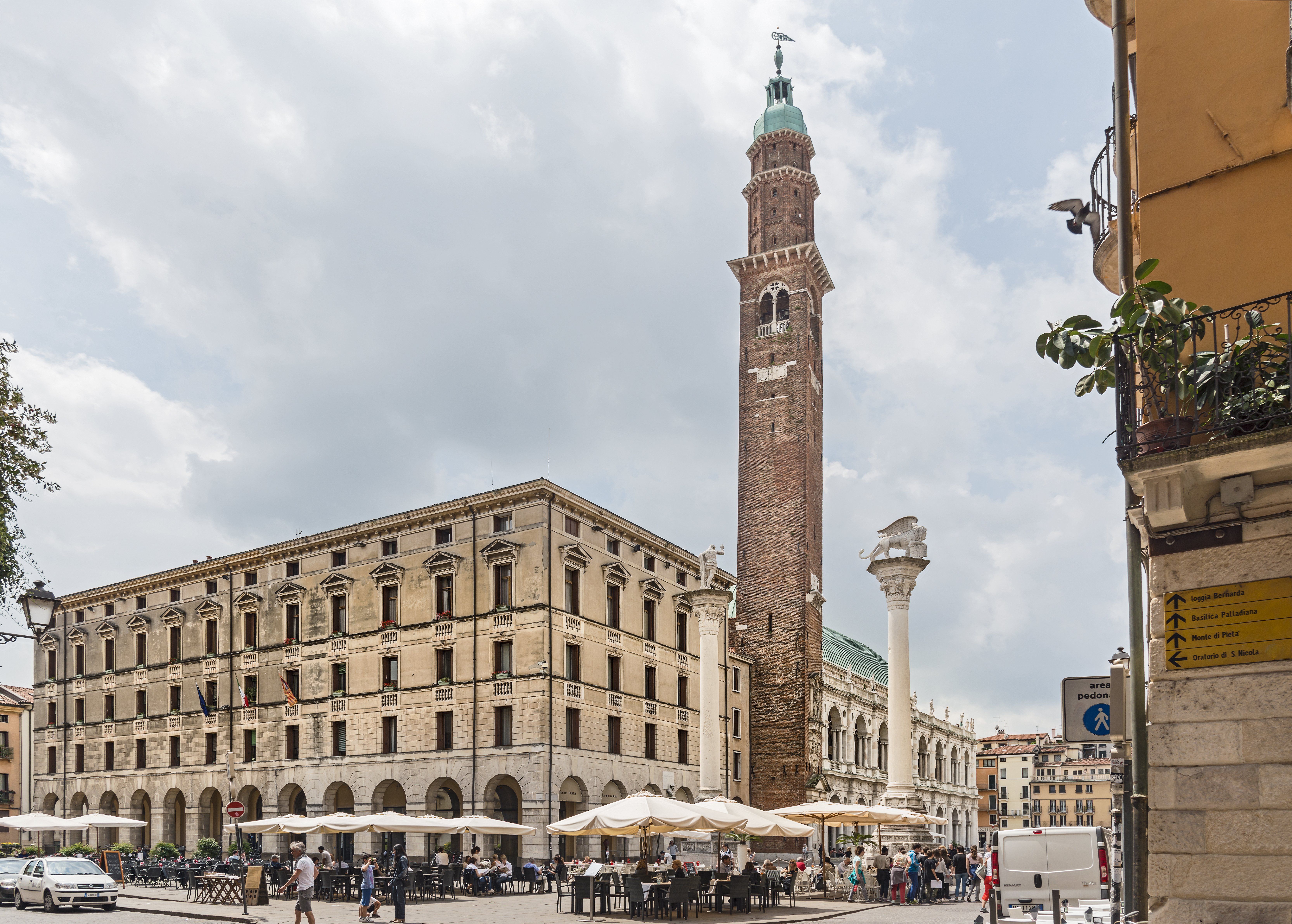
Piazza dei Signori - Torre Bissara - Piazza della Biade
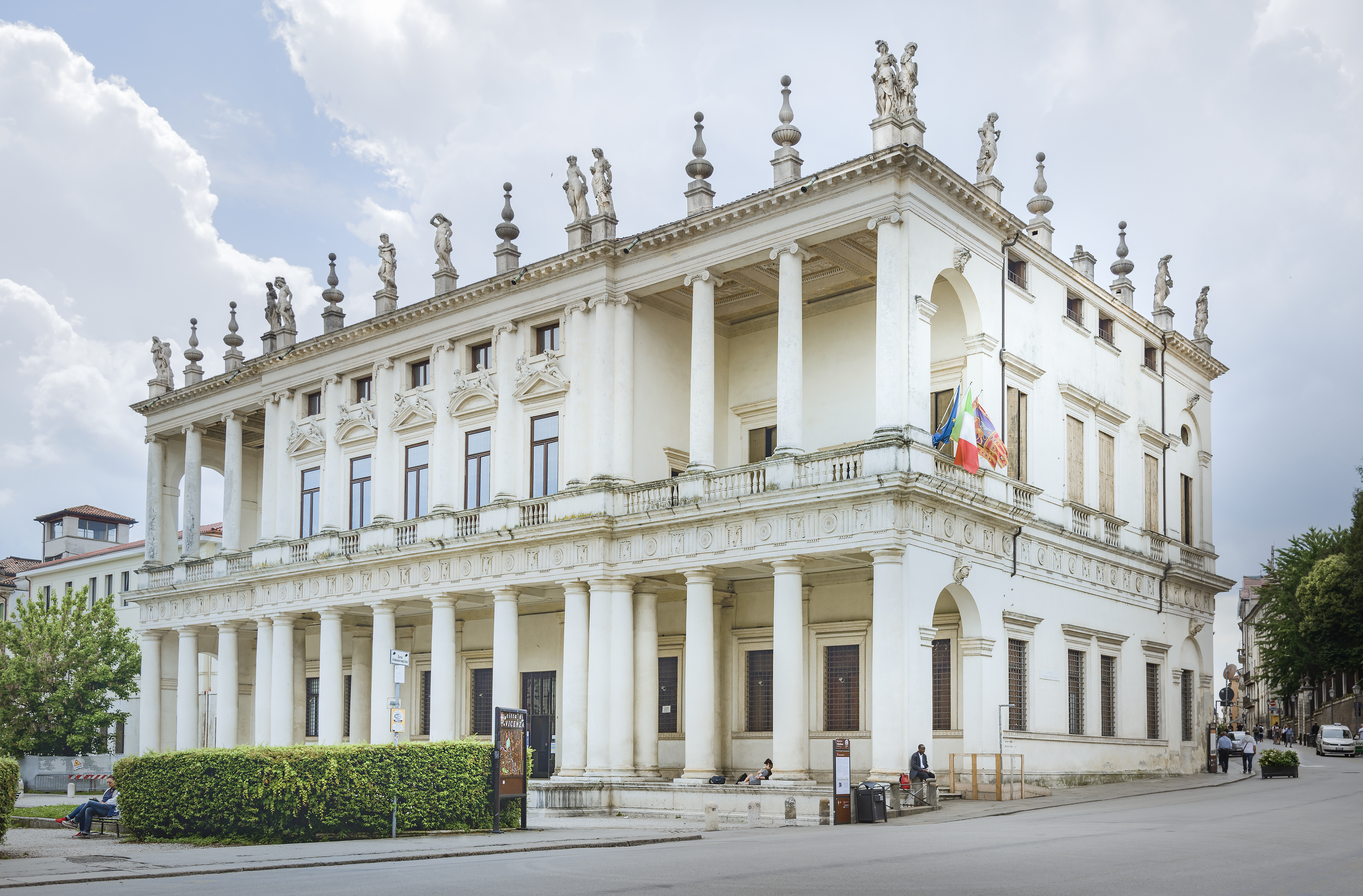
Palazzo Chiericati
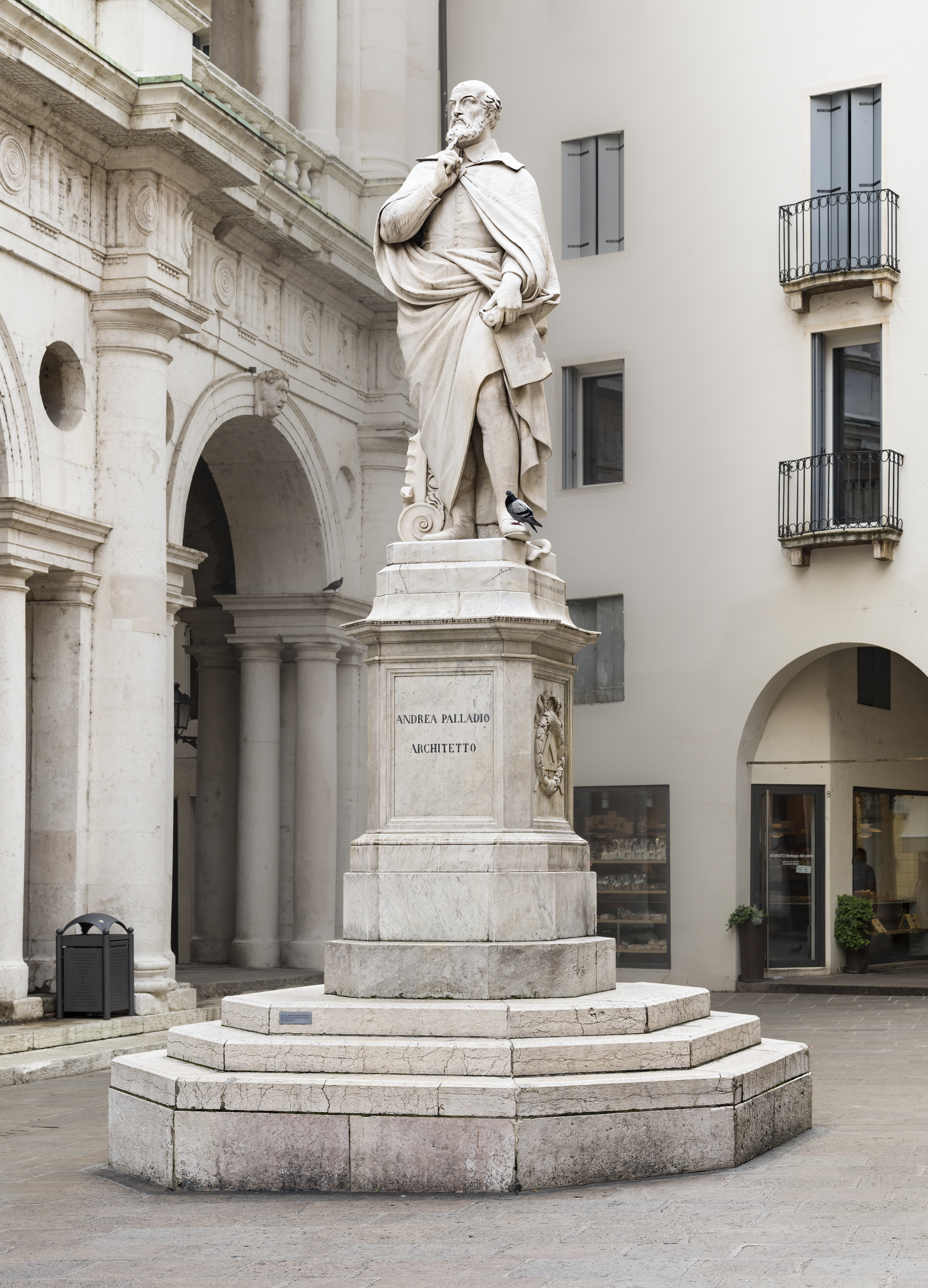
Andrea Palladio
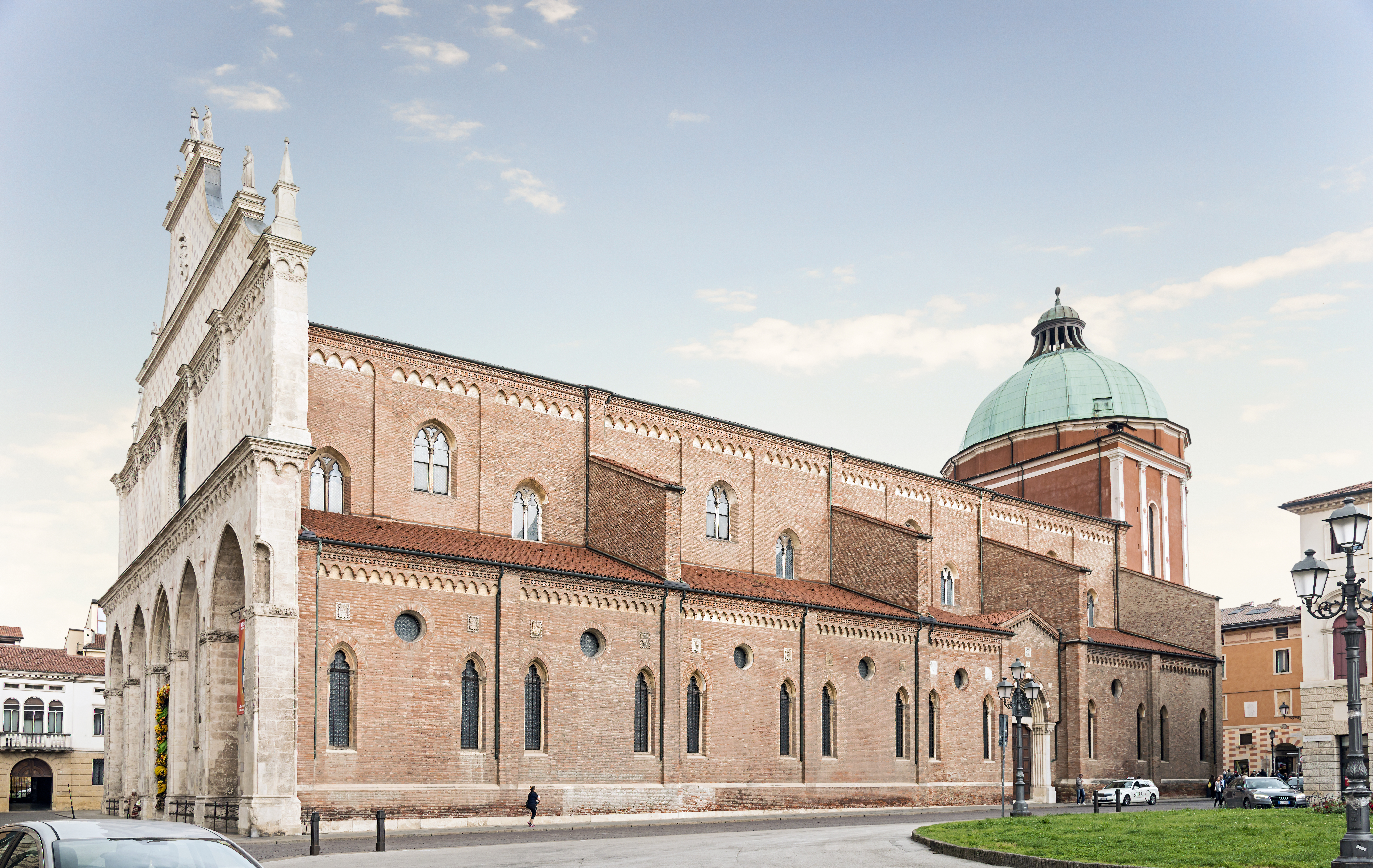
Santa Maria Annunciata
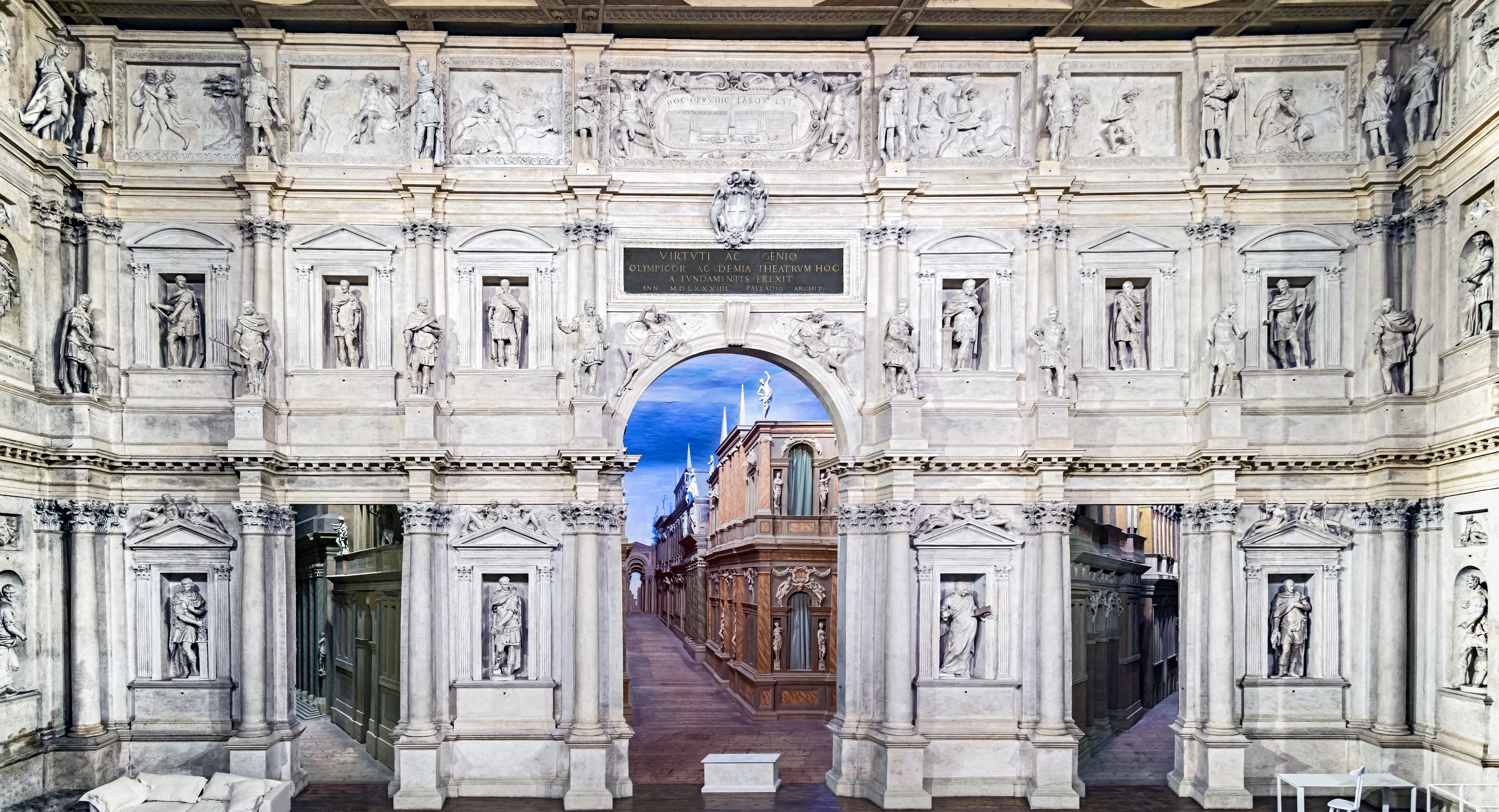
Teatro olimpico

## Fills il·lustres
- Teofilo Orgiani (1650-1725) compositor i mestre de capella.
- Matteo Pigafetta, ([...?]-1570), poeta, músic i sacerdot de l'orde dels dominics.